# Paul de Fougères de Villandry
Paul de Fougères de Villandry est un homme politique français né le 15 décembre 1794 à Bourges (Cher) et mort le 9 octobre 1849 à Lyon (Rhône).

## Biographie
Professeur suppléant de droit à Aix-en-Provence en 1817, puis professeur de code civil en 1829, il est député des Bouches-du-Rhône de 1837 à 1839. Siégeant d'abord au centre, il se rapproche du gouvernement de Mathieu Molé et est nommé recteur de l'académie d'Aix en 1838.